# Oecetis avara
Oecetis avara är en nattsländeart som först beskrevs av Banks 1895.  Oecetis avara ingår i släktet Oecetis och familjen långhornssländor. Inga underarter finns listade i Catalogue of Life.